# Alfred Jarry
Alfred Jarry (Laval, 8 de septiembre de 1873-París, 1 de noviembre de 1907) fue un dramaturgo, novelista y poeta francés, conocido por sus obras de teatro marcadas por un sentido del humor sarcástico y patafísico, y su estilo de vida excéntrico.

## Biografía
Nació en Laval, hijo de Anselme Jarry, un acomodado negociante de telas, y Caroline Quernest. Después del fracaso comercial de la empresa de su padre, su madre se marcha a vivir con sus dos hijos a Saint-Brieuc y luego a Rennes, en Bretaña, donde Alfred Jarry cursa sus estudios secundarios. Recibe una esmerada educación. En octubre de 1891 llega a París para estudiar en el Instituto Henri IV donde será alumno de Henri Bergson junto con el poeta Léon-Paul Fargue; tras el bachillerato se presentó en tres ocasiones al concurso de acceso a la École Normale Supérieure, pero suspendió. Ingresó entonces en La Sorbona para cursar estudios de literatura pero no logró licenciarse. Obtuvo pronto el éxito literario con sus poemas en verso y su prosa original. A los veinte años publicó su primera obra. Poco después murió su madre; y a los dos años, su padre, quien le dejó una cuantiosa herencia, lo cual, sumado al éxito temprano de sus obras, le permitió llevar una existencia despreocupada durante buena parte de su vida.
Conoce a Marcel Schwob, Alfred Vallette (director del Mercure de France) y su mujer Rachilde. En la casa de la pareja, da en 1894 la primera representación de Ubú rey. Redacta artículos para el Mercure de France y la La Revue Blanche, donde colaboraban los escritores y artistas más prestigiosos de la época.
De 1894 a 1895, dirige con Remy de Gourmont la lujosa revista artística Ymagier. Reñido con de Gourmont, decide fundar su propia revista de estampas, Perhindérion, de la que se publicarán sólo dos números. En 1896 empieza a trabajar para el director Lugné-Poe que le confía la programación de la temporada del Théâtre de l'Œuvre, en París, donde tiene lugar el estreno de Ubú rey el 10 de diciembre de 1896.
La obra es parte de un ciclo de varias obras, cuya primera versión escribió a los 15 años inspirándose en uno de sus profesores del instituto de Rennes, que según Jarry encarnaba "todo lo grotesco que pueda haber en el mundo". Después de las primeras funciones en el Théâtre de l'Oeuvre, la obra se representó en el teatro de marionetas Théâtre des Pantins, en París, con marionetas creadas por su amigo el pintor Pierre Bonnard.
Ubú rey es considerada antecesora directa del teatro del absurdo. Con ella Jarry consigue el aplauso del gran París. Su estreno fue interrumpido varias veces por los abucheos de los ofendidos y los vítores de los vanguardistas. En su momento sólo se representó dos veces. Es una comedia satírica en la que se mezclan las referencias a Macbeth con los excesos de un monarca tan tirano como cobarde, y cuya trama da lugar a situaciones llevadas hasta el absurdo. Es también una crítica corrosiva contra la autoridad que el autor realiza a través de la llegada al poder del grotesco Padre Ubú, quien junto a su mujer encarnan la corrupción y el despotismo, casi un paradigma de los dictadores del siglo XX. William Yeats, que pese a su mal francés presenció el estreno, escribió en su autobiografía a propósito de esa noche "Después de nosotros, El Dios Salvaje".

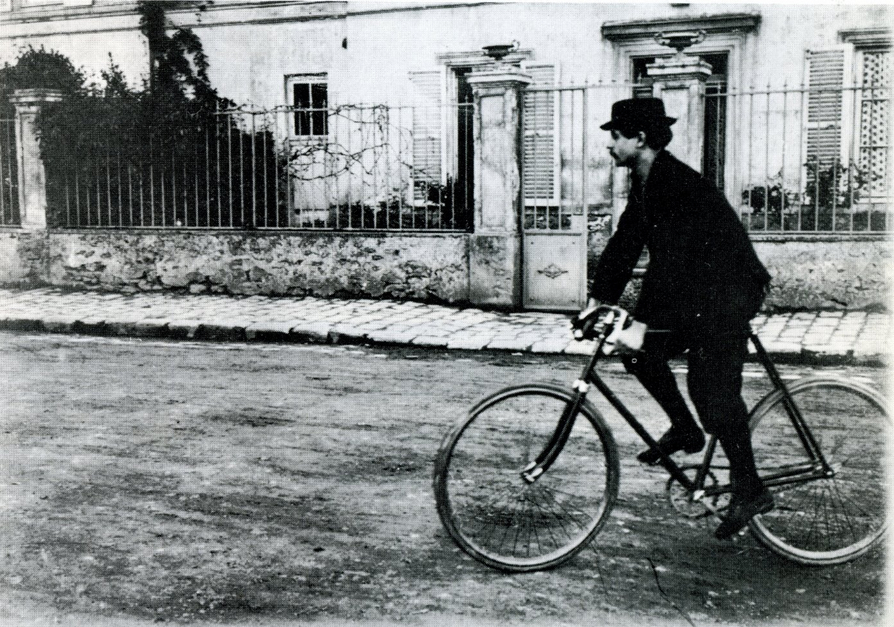
Alfred Jarry en bicicleta.

A partir de Ubú rey, Jarry empezó a identificarse con su propio personaje, dando prioridad al placer antes que a la realidad. Adoptó el habla sincopada y pedante de este y su personalidad. Caminaba siempre por París con un revólver en el cinto (que disparará en varias ocasiones bajo los efectos del alcohol), iba en bicicleta y bebía absenta.
En 1897 Jarry ya ha agotado su herencia y tiene que dejar sucesivamente su lujoso piso del 162 Boulevard Saint-Germain, luego el del Boulevard de Port-Royal, para acomodarse en un modesto apartamento del 7 rue de la Cassette, en el distrito VI de París. Alternará varias residencias en casas campestres de amigos suyos, y se compra una barca para salir de pesca, el As, que hará historia al lado de su personaje de ficción, Faustroll. Vivió por un breve periodo de tiempo en casa de su amigo el pintor Henri Rousseau, al que dio su apodo "el aduanero".
En 1900, publica el Almanach illustré du Père Ubu, con dibujos de Pierre Bonnard y música de Claude Terrasse, que será el compositor de la mayoría de sus operetas. En 1901, se representa en el Cabaret artistique des 4-z’arts, en París, Ubu sur la butte, editada en 1906.
En 1902, publica su novela Le Surmâle. El mismo año empieza una breve colaboración con la revista del príncipe Bibescu, La Renaissance Latine. En 1903, empieza una serie de artículos que se editarán en la revista Le Canard Sauvage que existirá de marzo de 1903 a octubre de 1903, a la vez que inicia una colaboración constante con la revista La Plume. En 1903 empieza a publicar los primeros capítulos de La Dragonne. Reside un tiempo en casa del compositor Claude Terrasse, cerca de Grenoble, con el que trabaja en su ópera bufa Pantagruel.
Su economía se va degradando a la vez que su salud. A pesar del éxito, se encuentra arruinado y perseguido por sus acreedores, por lo que a partir de 1906 reside en Laval, en casa de su hermana Charlotte, con algunas breves estancias en París. Muere en París el día 1 de noviembre de 1907 de una meningitis tuberculosa, en el Hospital de la Caridad, a los treinta y cuatro años. Antes de morir, al preguntarle sus amigos cuál era su último deseo pidió un mondadientes. Fue enterrado en el cementerio parisino de Bagneux.
A Jarry le debemos la invención de la pseudociencia llamada Patafísica. Descrita en su obra póstuma, Gestas y opiniones del Doctor Faustroll, patafísico (‘Gestes et opinions du Docteur Faustroll, pataphysicien’) como «la ciencia de lo que se añade a la metafísica, así sea en ella misma como fuera de ella, extendiéndose más allá de ésta tanto como ella misma se extiende más allá de la física. La Patafísica es la ciencia de las soluciones imaginarias que, que acuerda simbólicamente a los lineamientos de los objetos las propiedades de éstos descritas por su virtualidad.» La obra describe las enseñanzas de Faustroll, nacido a los 63 años y pionero en esta ciencia, en la que todo suceso del universo es una excepción. Es a partir de aquí cuando, en 1948, un grupo de intelectuales deciden fundar el Collège de Pataphysique (Colegio de Patafísica), el cual contó con ilustres miembros entre los cuales se encontraban Marcel Duchamp, Max Ernst, René Clair o Joan Miró entre otros.
Jarry vivió rodeado de numerosos amigos y en sus últimos años contaba con un buen número de jóvenes seguidores, entre los que se contaban Max Jacob, Apollinaire, André Salmon, Enrico Baj y Picasso, que adquirió su revólver y acostumbraba a llevarlo por París.

## Obras
- Los minutos de Arena Memorial (1894)
- César-Anticristo (1895)
- Ubú Rey (1896)
- Los días y la noches, novela de un desertor 1897)
- El Amor en visitas (1898)
- Almanaque del Padre Ubú
  - El Amor Absoluto (1899)
- Ubú encadenado (1900)
- Almanaque ilustrado del Padre Ubú
  - Mesalina, novela de la antigua Roma (1901)
- Nuevo almanaque del Padre Ubú
  - El supermacho, novela moderna (1902)
- Por la Cintura
  - Ubú en la colina (1906)
- Albert Samain, recuerdos (1907)
- La Papisa Juana, novela medieval (1908)
- Pantagruel, opera bufa en cinco actos y seis cuadros
  - Gestas y opiniones del doctor Faustroll, patafísico, novela neo-científica seguido de Especulaciones (1911)

- Gestas, seguido de Paralipómenos de Ubú (1921)
- Los Silenos
  - Poemas (1926)
- La Dragona, novela (1943)
- Ubú cornudo (1944)
- Obras poéticas completas (1945)
- Instrucciones para la construcción de la máquina del tiempo, por el doctor Faustroll (1950)

## Obras en castellano en torno a Alfred Jarry
- VV.AA. ´Patafísica. Textos de Christian Ferrer, Barón Mollet, Ruy Launoir, Regente de Helicología, Luisa Valenzuela, Margarita Martínez, Juan Esteban Fassio, Roger Shattuck, José Manuel Rojo, Asger Jorn junto las Especulaciones de Alfred Jarry. Pepitas de Calabaza, Logroño, 2003. ISBN 978-84-96044-09-2
- Alfred Jarry, Siloquios, superloquios, soliloquios e interloquios de ´patafísica, Pepitas de Calabaza, Logroño, 2003. ISBN 978-84-96044-25-4
- Enrico Baj, ¿Qué es la ´patafísica?, Pepitas de Calabaza, Logroño, 2007. Prólogo y epílogo de José Manuel Rojo. ISBN 978-84-935704-0-8